# Pleasantville (comté de Venango, Pennsylvanie)
Pour les articles homonymes, voir Pleasantville (homonymie).
Pleasantville est un borough situé au nord-est du comté de Venango, en Pennsylvanie, aux États-Unis,. En 2010, il comptait une population de 892 habitants, estimée au 1er juillet 2020 à 762 habitants. Le borough est fondé en 1820 et incorporé le 22 février 1871.

## Démographie
Lors du recensement de 2010, le borough comptait une population de 892 habitants. Elle est estimée, en 2020, à 762 habitants.

### Source de la traduction
- (en) Cet article est partiellement ou en totalité issu de l’article de Wikipédia en anglais intitulé « Pleasantville, Venango County, Pennsylvania » (voir la liste des auteurs).